# Resolutie 2030 Veiligheidsraad Verenigde Naties
Resolutie 2030 van de Veiligheidsraad van de Verenigde Naties werd unaniem aangenomen door de VN-Veiligheidsraad op 21 december 2011.
De resolutie verlengde het ondersteuningskantoor in Guinee-Bissau met veertien maanden.

## Achtergrond
Guinee-Bissau werd in 1973 onafhankelijk van Portugal en kende in 1994 voor het eerst verkiezingen. In 1998 kwam het leger echter in opstand, werd de president afgezet en ontstond de Guinee-Bissause burgeroorlog. Uiteindelijk werden pas eind 1999 nieuwe presidentsverkiezingen gehouden. In 2003 werd hij na een chaotische regeerperiode door het leger afgezet. In 2004 leidde muiterij in het leger tot onrust in het land. Nieuwe presidentsverkiezingen in 2005 brachten de in 1998 afgezette president opnieuw aan de macht. In 2009 werd hij vermoord door soldaten en volgden wederom presidentsverkiezingen. In 2010 was er onrust binnen het leger en in 2011 een couppoging tegen de nieuwe president.

## Inhoud

### Waarnemingen
In Guinee-Bissau werd gewerkt aan economische en administratieve hervormingen, het terugdringen van armoede en verbetering van de gezondheidszorg. De komende verkiezingen moesten vrij en eerlijk verlopen om de herwonnen democratie en nationale verzoening in stand te houden. De overheid en alle betrokken partijen moesten de politieke dialoog voeren, de grondwet respecteren, defensie, politie en justitie hervormen, orde, mensenrechten en sociaaleconomische ontwikkeling bevorderen en strijden tegen straffeloosheid en drugshandel. Dat laatste vormde een grote bedreiging voor de veiligheid in de gehele regio.

### Handelingen
Het mandaat van het VN-Vredesondersteuningskantoor in Guinee-Bissau of UNIOGBIS werd verlengd tot 28 februari 2013. De overheid en betrokken partijen werden opgeroepen samen te werken om de vrede en stabiliteit te bewerkstelligen. De legerleiding werd gevraagd de grondwet en civiel toezicht te respecteren. Voorts werd gevraagd het onderzoek naar de politieke moorden die in maart en juni 2009 hadden plaatsgegrepen snel af te ronden en een einde te stellen aan de straffeloosheid.

## Verwante resoluties
- Resolutie 1876 Veiligheidsraad Verenigde Naties (2009)
- Resolutie 1949 Veiligheidsraad Verenigde Naties (2010)
- Resolutie 2048 Veiligheidsraad Verenigde Naties (2012)
- Resolutie 2092 Veiligheidsraad Verenigde Naties (2013)

Lijst ·  1967 ·  1968 ·  1969 ·  1970 ·  1971 ·  1972 ·  1973 ·  1974 ·  1975 ·  1976 ·  1977 ·  1978 ·  1979 ·  1980 ·  1981 ·  1982 ·  1983 ·  1984 ·  1985 ·  1986 ·  1987 ·  1988 ·  1989 ·  1990 ·  1991 ·  1992 ·  1993 ·  1994 ·  1995 ·  1996 ·  1997 ·  1998 ·  1999 ·  2000 ·  2001 ·  2002 ·  2003 ·  2004 ·  2005 ·  2006 ·  2007 ·  2008 ·  2009 ·  2010 ·  2011 ·  2012 ·  2013 ·  2014 ·  2015 ·  2016 ·  2017 ·  2018 ·  2019 ·  2020 ·  2021 ·  2022 ·  2023 ·  2024 ·  2025 ·  2026 ·  2027 ·  2028 ·  2029 ·  2030 ·  2031 ·  2032